# Equipo mundial del siglo XX
El equipo mundial del siglo XX fue un selecto equipo de fútbol elegido en 1998, seleccionados en una votación por parte de un exclusivo panel de 250 periodistas internacionales de fútbol y miembros de varios equipos sudamericanos y europeos, representando a las confederaciones de CONMEBOL y UEFA. Él fue anunciado por MasterCard el 10 de junio de 1998, conjuntamente con la ceremonia inaugural de la Copa Mundial de Fútbol de 1998, en París, Francia.

## Equipo
| Posición       | Futbolista            | Nacionalidad       | Premios y distinciones |
| -------------- | --------------------- | ------------------ | --- |
| Guardameta     | Lev Yashin            | Unión Soviética    | * Balón de Oro (1963) * Orden del Mérito de la FIFA |
| Defensa        | Carlos Alberto Torres | Brasil             | * Copa Mundial de Fútbol (1970) * FIFA 100 |
| Defensa        | Franz Beckenbauer     | Alemania           | * Copa Mundial de Fútbol (1974) * Eurocopa (1972) * Balón de Oro (1972 y 1976) * FIFA 100 |
| Defensa        | Bobby Moore           | Inglaterra         | * Copa Mundial de Fútbol (1966) |
| Defensa        | Nilton Santos         | Brasil             | * Copa Mundial de Fútbol (1958 y 1962) * FIFA 100 |
| Centrocampista | Johan Cruyff          | Países Bajos       | * Balón de Oro (1971, 1973 y 1974) * Jugador europeo del siglo de la IFFHS * FIFA 100 |
| Centrocampista | Alfredo Di Stéfano    | Argentina · España | * Copa América (1947) * Balón de Oro (1957 y 1959) * FIFA 100 |
| Centrocampista | Michel Platini        | Francia            | * Eurocopa (1984) * Balón de Oro (1983, 1984 y 1985) * Presidente de la UEFA (2007) * FIFA 100 |
| Delantero      | Garrincha             | Brasil             | * Copa Mundial de Fútbol (1958 y 1962) |
| Delantero      | Diego Maradona        | Argentina          | * Copa Mundial de Fútbol (1986) * Jugador del Siglo de la FIFA * Futbolista del año en Sudamérica (1979 y 1980) * FIFA 100 |
| Delantero      | Pelé                  | Brasil             | * Copa Mundial de Fútbol (1958, 1962 y 1970) * Orden del Mérito de la FIFA * Premio Presidencial de la FIFA * Deportista del Siglo del Comité Olímpico Internacional * Jugador del Siglo de la FIFA * Jugador del siglo de la IFFHS * Jugador sudamericano del siglo de la IFFHS * Futbolista del año en Sudamérica (1973) * FIFA 100 |